# Эклунд, Майкл
Майкл Э́клунд (англ. Michael Eklund; род. 31 июля 1974, Саскатун, Саскачеван, Канада) — американский и канадский актёр. Зачастую ему достаются роли злодеев и антигероев. Наиболее известным стал после главной отрицательной роли в фильме «Тревожный вызов».

## Ранняя жизнь
Родился 31 июля 1972 года в городе Саскатун, Канада. Родители Майкла — Белинда и Джерри Эклунд. В детстве занимался пчеловодством и уходом за альпака на родительской ферме. В школе участвовал в театральных постановках, но планировал стать художником. Для достижения этой цели Майкл поступил в колледж искусств в Альберте, где встретился с будущей женой, писательницей Меган Беннет. Именно благодаря этой встрече Эклунд бросил учёбу в колледже и отправился в Ванкувер, чтобы стать актёром.

## Карьера
В кино дебютировал в 2000 году и впоследствии познакомился с режиссёром Уве Боллом, который снимал экранизации компьютерных игр. Майкл Эклунд появляется почти в каждом фильме Болла. В 2006 году снимался в роли продажного полицейского Рене Дежардена в канадском сериале «Разведка», а также появился в роли Маркуса в сериале «Я выбираю Элис». В то же время Эклунд стал часто появляться в американских фильмах.
В 2006 году он пробовался на главную роль Майка Селуччи в вампирском сериале «Кровные узы». В итоге ему досталась роль вызывателя демонов Нормана Бридвелла, которую он играл на протяжении нескольких эпизодов.
В 2007 Майкл получил одну из главных ролей в фильме «Латекс». В следующем, 2008 году, ему досталась небольшая но запоминающаяся роль консьержа Джей-Ти Райкера в триллере «88 минут», в котором снимался Аль Пачино.
В 2011 году снимался в фантастическом триллере «Разделитель», в 2012 исполнил главную роль в фильме «Ошибки человеческого тела», за которую получил несколько наград. В 2013 году он исполнил главную отрицательную роль в «Тревожном вызове», где его персонаж противостоял героиням актрис Хэлли Берри и Эбигейл Бреслин и также появилась информация о том, что он снимется в главной роли в фильме «Эдвард». За эту роль он получил премию «Лео». В этом же году сыграл небольшую роль в слэшере «Не вижу зла 2».
Также в 2014 Майкл играл роль Зейна Моргана во втором сезоне сериала «Мотель Бейтсов», а затем получил одну из главных ролей в вестерне «Холодный спуск» (англ. The Cold Descent). Позднее название проекта сменили на West of Hell, а дата премьеры назначена на 2017 год.
С 2016 по 2017 годы играл второстепенные роли в телесериалах «Вайнона Эрп» и «Детективное агентство Дирка Джентли».

## Личная жизнь
28 июня 2003 года Майкл Эклунд женился на актрисе и писательнице Меган Беннет. В 2011 году они развелись.

## Фильмография
| Год       |     | Русское название                        | Оригинальное название                         | Роль                           |
| --------- | --- | --------------------------------------- | --------------------------------------------- | ------------------------------ |
| 2000      | с   | Тёмный ангел                            | Dark Angel                                    | Офицер Миллер                  |
| 2001      | с   | За гранью возможного                    | The Outer Limits                              | Джейкоб                        |
| 2001      | с   | Одинокие стрелки                        | The Lone Gunmen                               | Клерк                          |
| 2001      | ф   | Сумрак разума                           | Blackwoods                                    | Билли                          |
| 2001      | с   | Охотники за нечистью                    | Special Unit 2                                | Белый человек                  |
| 2002      | ф   | К-9 III: Частные детективы              | K-9: P.I.                                     | Билли Кохрейн                  |
| 2002      | с   | Иеремия                                 | Jeremiah                                      | Вернон Диггс                   |
| 2002      | ф   | Бесшабашное ограбление                  | Stark Raving Mad                              | Бледный худой парень           |
| 2002      | ф   | Смертоносные твари                      | Killer Bees!                                  | Слим, помощник шерифа          |
| 2003      | ф   | Дом мёртвых                             | House of the Dead                             | Хью                            |
| 2003      | с   | Мёртвые, как я                          | Dead Like Me                                  | Протестующий                   |
| 2003      | с   | Ромео!                                  | Romeo!                                        | Сэм                            |
| 2003      | с   | Звёздный крейсер «Галактика»            | Battlestar Galactica                          | Просна                         |
| 2004      | с   | Четыре тысячи четыреста                 | The 4400                                      | Дин Китинг                     |
| 2005      | с   | Следствие ведёт Да Винчи                | Da Vinci's Inquest                            | Хорват                         |
| 2005      | с   | Бистро «У Годивы»                       | Godiva's                                      | Джонни G.                      |
| 2005      | тф  | Painkiller: Победившая боль             | Painkiller Jane                               | Контрабандист                  |
| 2005—2007 | с   | Разведка                                | Intelligence                                  | Детектив Рене Дежарден         |
| 2006      | с   | Я выбираю Элис                          | Alice, I Think                                | Маркус                         |
| 2006      | тф  | Восемь дней до смерти                   | Eight Days to Live                            | Уивер                          |
| 2006      | ф   | Сид: Месть восставшего                  | Seed                                          | Палач                          |
| 2006      | ф   | 88 минут                                | 88 Minutes                                    | Джей-Ти Райкер                 |
| 2007      | с   | Тайны Смолвиля                          | Smalville                                     | Рихтер Мэддокс                 |
| 2006      | ф   | Во имя короля: История осады подземелья | In the Name of the King: A Dungeon Siege Tale | Гонец                          |
| 2007      | с   | Кровные узы                             | Blood Ties                                    | Норман Бридвелл                |
| 2007      | с   | Пропавший                               | Traveler                                      | Джимми                         |
| 2007      | ф   | Постал                                  | Postal                                        | Стрелок в полицейском участке  |
| 2007      | ф   | Латекс                                  | Walk All Over Me                              | Аарон                          |
| 2007      | ф   | Бладрейн 2: Освобождение                | BloodRayne II: Deliverance                    | Проповедник                    |
| 2007      | с   | Флэш Гордон                             | Flash Gordon                                  | Куин                           |
| 2008      | кор | Сара во тьме                            | Sarah in the Dark                             | Джейсон                        |
| 2008      | с   | Сверхъестественное                      | Supernatural                                  | Эд Брюэр                       |
| 2008      | ф   | Немыслимый                              | Inconceivable                                 | Марлон Белл                    |
| 2009      | ф   | Хранители                               | Watchmen                                      | Мужчина в толпе                |
| 2009      | ф   | Воображариум доктора Парнаса            | The Imaginarium of Doctor Parnassus           | Ассистент доктора              |
| 2009      | ф   | Козырные тузы 2: Бал смерти             | Smokin' Aces 2: Assassins' Ball               | Чувак с военно-морского флота  |
| 2010      | с   | Каприка                                 | Caprica                                       | Вэйлон, бармен                 |
| 2010      | ф   | Беспощадный шторм                       | The Final Storm                               | Человек возле супермаркета     |
| 2010      | с   | Горячая точка                           | Flashpoint                                    | Брюс ДеМора                    |
| 2010      | с   | Грань                                   | Fringe                                        | Майло                          |
| 2010      | ф   | Автоответчик: Удаленные сообщения       | Messages Deleted                              | Адам Бриклс                    |
| 2010      | ф   | Поймать, чтобы убить                    | Hunt to Kill                                  | Гири                           |
| 2011      | ф   | Разделитель                             | The Divide                                    | Бобби                          |
| 2011      | ф   | Тактическая сила                        | Tactical Force                                | Кенни                          |
| 2011      | ф   | Судный день                             | The Day                                       | «Отец», лидер каннибалов       |
| 2012      | с   | Алькатрас                               | Alcatraz                                      | Кит Нельсон, маньяк-детоубийца |
| 2012      | ф   | Ошибки человеческого тела               | Errors of the Human Body                      | Доктор Джеффри Бёртон          |
| 2013      | в   | Морской пехотинец: Тыл                  | The Marine 3: Homefront                       | Экерт                          |
| 2013      | ф   | Тревожный вызов                         | The Call                                      | Майкл Фостер                   |
| 2013      | тф  | Том, Дик и Гарриет                      | Tom Dick & Harriet                            | Риз Данцигнер                  |
| 2013      | ф   | Нападение на Уолл-Стрит                 | Bailout: The Age of Greed                     | МакКей                         |
| 2013      | ф   | Медсестра 3D                            | Nurse 3-D                                     | Ричи                           |
| 2013      | с   | Стрела                                  | Arrow                                         | Бартон Матис / Кукловод        |
| 2014      | с   | Почти человек                           | Almost Human                                  | Эрик Лэйтем                    |
| 2014      | с   | Мотель Бейтсов                          | Bates Motel                                   | Зейн Морган-Карпентер          |
| 2014      | ф   | Не вижу зла 2                           | See No Evil 2                                 | Холден                         |
| 2014      | ф   | Ночь покера                             | Poker Night                                   | Маньяк                         |
| 2015      | с   | Готэм                                   | Gotham                                        | Боб                            |
| 2015      | ф   | Эдвард                                  | Eadweard                                      | Эдвард Мейбридж                |
| 2015      | ф   | Кровная месть                           | Vendetta                                      | Начальник тюрьмы Снайдер       |
| 2015      | ф   | В фокусе                                | Zoom                                          | Мужчина с усами                |
| 2015      | ф   | В изоляции                              | Into the Forest                               | Стэн                           |
| 2015      | ф   | Темнота                                 | Dark                                          | Бенуа                          |
| 2015      | ф   | Мистер Правильный                       | Mr. Right                                     | Джонни Мун                     |
| 2015      | с   | Континуум                               | Continuum                                     | Роберт Зорин                   |
| 2016      | ф   | Подтверждение                           | en:The Confirmation                           | Такер                          |
| 2016      | ф   | Удушающий приём                         | Chokeslam                                     | Люк Петри                      |
| 2016—2018 | с   | Вайнона Эрп                             | Wynonna Earp                                  | Бобо Дель Рэй                  |
| 2016—2017 | с   | Детективное агентство Дирка Джентли     | Dirk Gently's Holistic Detective Agency       | Мартин                         |
| 2017      | ф   | Звук                                    | The Sound                                     | Детектив Джон Ричардс          |
| 2018      | с   | Видоизменённый углерод                  | Altered Carbon                                | Дими Близнец                   |
| 2018—2019 | с   | Ван Хельсинг                            | Van Helsing                                   | Джейкоб и Абрахам Ван Хельсинг |
| 2019      | ф   | Снегоуборщик                            | Cold Pursuit                                  | Спидо                          |
| 2019      | с   | Сумеречная зона                         | The Twilight Zone                             | Отто                           |
| 2020      | с   | Легенды завтрашнего дня                 | Legends of Tomorrow                           | Григорий Распутин              |
| 2021      | с   | Обломки                                 | Debris                                        | Торговец обломками НЛО         |
| 2021      | с   | Бескрайнее небо                         | Big Sky                                       | Алан Хедли                     |
| 2021      | ф   | Оленьи рога                             | Antlers                                       | Кенни Гласс                    |
| 2022      | ф   | Детектив Найт: Мерзавец                 | Detective Knight: Rogue                       | Винна                          |
| 2022      | ф   | Детектив Найт: Искупление               | Detective Knight: Redemption                  | Винна                          |
| 2023      | ф   | Детектив Найт: Независимость            | Detective Knight: Independence                | Винна                          |
| 2025      | ф   | Западня                                 | Locked                                        | Карл                           |

## Награды и номинации
| Год  | Награда         | Категория                                              | Фильм / Сериал              | Результат |
| ---- | --------------- | ------------------------------------------------------ | --------------------------- | --------- |
| 2008 | Leo Award       | Лучшая главная мужская роль в драматическом фильме     | «Латекс»                    | Победа    |
| 2008 | Leo Award       | Лучший актёр-«гость» в эпизоде драматического сериала  | «Тайны Смолвилля»           | Номинация |
| 2011 | Leo Award       | Лучший актёр-«гость» в эпизоде драматического сериала  | «Грань»                     | Номинация |
| 2012 | Next Wave Award | Лучшая главная мужская роль в драматическом фильме     | «Ошибки человеческого тела» | Победа    |
| 2013 | Leo Award       | Лучший актёр-«гость» в эпизоде драматического сериала  | «Алькатрас»                 | Номинация |
| 2013 | Leo Award       | Лучшая характерная главная роль в драматическом фильме | «Ошибки человеческого тела» | Победа    |
| 2014 | Leo Award       | Лучшая мужская роль в кинофильме                       | «Тревожный вызов»           | Победа    |
| 2015 | UBCP Award      | Лучший актёр                                           | «Эдвард»                    | Победа    |
| 2016 | VFCC Award      | Лучший актёр в канадском кинофильме                    | «Эдвард»                    | Номинация |
| 2018 | Leo Award       | Лучший актёр-«гость» в эпизоде драматического сериала  | «Ван Хельсинг»              | Победа    |